# 55
Anul 55 (LV) a fost  un an obișnuit  după calendarul iulian. E cunoscut ca anul 808 după Ad Urbe Condita și ca anul consulatului lui Nero  și Vetus. 

## Evenimente
- Împăratul Nero devine consul.

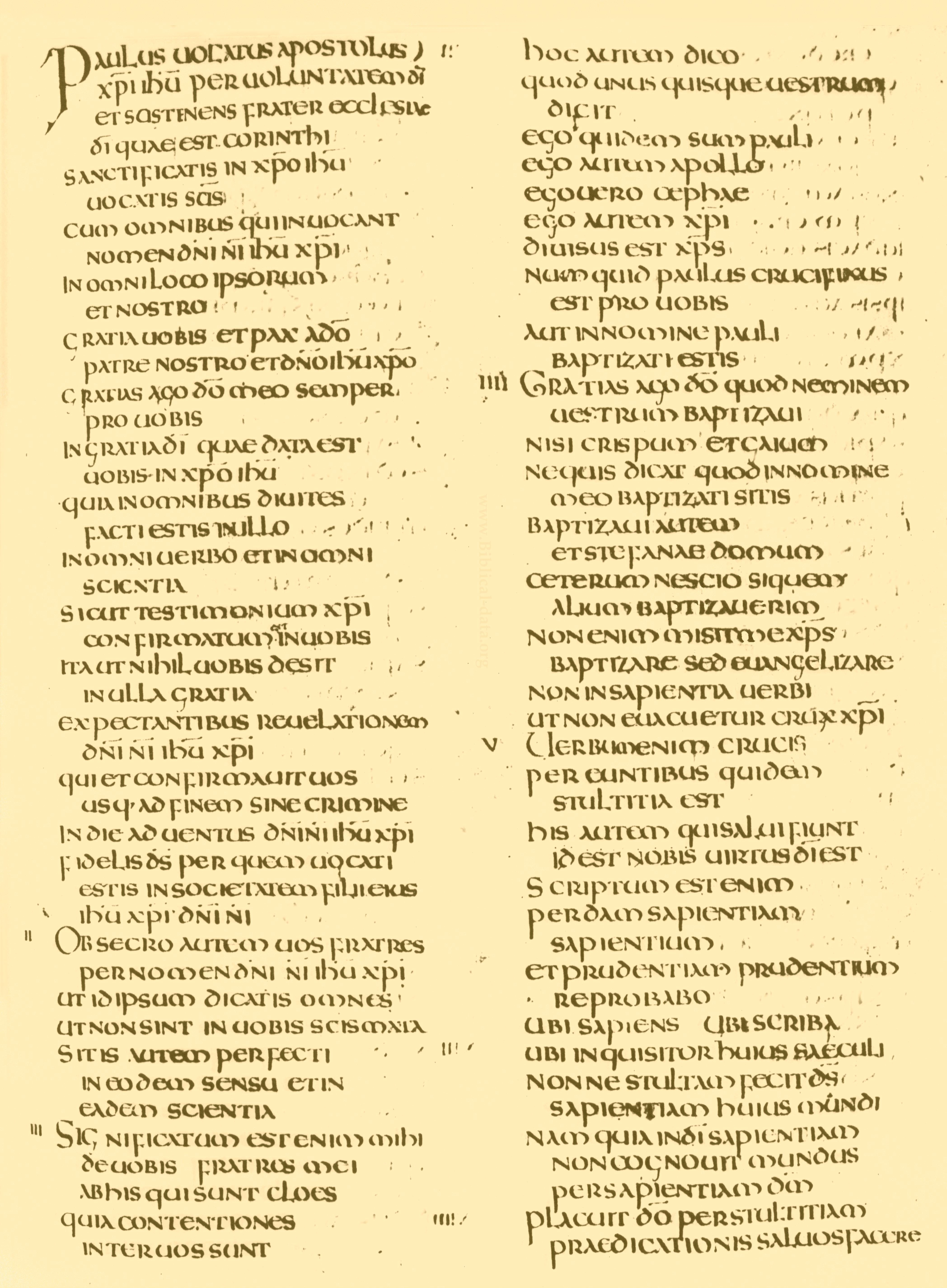
Codex Amiatinus - Epistola întâia către Corinteni

- Juristul roman Sabinus scrie trei cărți despre drepturile cetățenilor.
- Apostolul Pavel scrie Epistola întâia către Corinteni

## Nașteri
- Epictetus,  filosof stoic greco-roman  (d. 135)

## Decese
- 11 februarie – Britannicus, fiul lui  Claudius (b. AD 41)
- Antonia Tryphaena, regina clientelară a Romei  (b. 10 BC)
- Izates bar Monobaz, regele clientelar al Partiei  (b. c.   1)